# Emil Feuchtmann
Emil Ludwig Feuchtmann Pérez, más conocido como Emil Feuchtmann (Punta Arenas, 1 de junio de 1983), es un jugador de balonmano chileno que juega de central. Es internacional con la selección de balonmano de Chile.
Es hermano de los también jugadores de balonmano Harald y Erwin Feuchtmann. En 2017 debutó con Chile en un Campeonato Mundial de Balonmano.

## Palmarés internacional
| Juegos Panamericanos                      | Juegos Panamericanos | Juegos Panamericanos | Juegos Panamericanos |
| Año                                       | Lugar                | Medalla              |                      |
| ----------------------------------------- | -------------------- | -------------------- | -------------------- |
| 2011                                      | Guadalajara          | Medalla de bronce    |                      |
| 2019                                      | Lima                 | Medalla de plata     |                      |
| 2023                                      | Santiago             | Medalla de bronce    |                      |
| Campeonato Panamericano                   |                      |                      |                      |
| Año                                       | Lugar                | Medalla              |                      |
| 2010                                      | Chile                | Medalla de bronce    |                      |
| 2012                                      | Argentina            | Medalla de bronce    |                      |
| 2016                                      | Argentina            | Medalla de plata     |                      |
| Campeonato Sudamericano y Centroamericano |                      |                      |                      |
| Año                                       | Lugar                | Medalla              |                      |
| 2022                                      | Brasil               | Medalla de bronce    |                      |
| Juegos Suramericanos                      |                      |                      |                      |
| Año                                       | Lugar                | Medalla              |                      |
| 2018                                      | Cochabamba           | Medalla de bronce    |                      |
| 2022                                      | Asunción             | Medalla de plata     |                      |

## Clubes
| Club                        | País     | Año         |
| --------------------------- | -------- | ----------- |
| Universidad de Chile        | Chile    | 1998 - 2003 |
| Sao Paulo Andebol           | Brasil   | 2003        |
| Club Balonmano Puertollano  | España   | 2003 - 2004 |
| Club Balonmano Petrer       | España   | 2004 - 2006 |
| Club Balonmano Huesca       | España   | 2006 - 2007 |
| Club Balonmano Vinarós      | España   | 2007 - 2008 |
| Club Balonmano Almoradí     | España   | 2008 - 2010 |
| SG West Wien                | Austria  | 2010 - 2011 |
| HC Aschersleben             | Alemania | 2011 - 2013 |
| HSC Bad Neustadt            | Alemania | 2013 - 2015 |
| Wacker Thun                 | Suiza    | 2015 - 2017 |
| Grand Nancy MHB             | Francia  | 2017 - 2020 |
| Club Balonmano Benidorm     | España   | 2020 - 2021 |
| Club Balonmano Eón Alicante | España   | 2021 - 2023 |
| Club Balonmano Elda CEE     | España   | 2023 - Act. |